# ویلا نوا دسانتو آندره
ویلا نوا دسانتو آندره (Vila Nova de Santo André) یکی از شهرهای کشور پرتغال است.